# Toxomerus puellus
Toxomerus puellus är en tvåvingeart som först beskrevs av Hull 1942.  Toxomerus puellus ingår i släktet Toxomerus och familjen blomflugor.
Artens utbredningsområde är Kuba. Inga underarter finns listade i Catalogue of Life.